# جیمز ام. اسلتری
جیمز ام. اسلتری (به انگلیسی: James M. Slattery) سناتور سابق عضو حزب دموکرات ایالات متحده آمریکا بود. وی در سال ۱۹۳۹ تا ۱۹۴۰ میلادی سناتور ایالت ایلی‌نوی در سنای ایالات متحده آمریکا بود.